# Suchowola
Suchowola – miasto w woj. podlaskim, w powiecie sokólskim, położone nad rzeką Olszanką. Siedziba gminy miejsko-wiejskiej Suchowola. Według danych GUS z 1 stycznia 2024 r. Suchowola liczyła 2034 mieszkańców.
Suchowola składa się z dwóch sołectw: Suchowola Białostocka (część południowa) i Suchowola Fabryczna (część północna). W granicach Suchowoli znajduje się także część miasta Podgaje.

## Historia
Miasto królewskie, z dziedzictwem kulturowym, w ekonomii grodzieńskiej położone było w końcu XVIII wieku w powiecie grodzieńskim województwa trockiego. W latach 1975–1998 miasto administracyjnie należało do woj. białostockiego.
Założona jako wieś królewska w XVI w. w czasie zasiedlania królewskiej Puszczy Nowodworskiej. Nazwa związana z powstaniem na tzw. „suchym korzeniu”, tj. na zrębie, drugi człon – wola – od dania wolnego czasu na spłacenie czynszu i innych należności. Rozwijała się jako miasto przy szlaku handlowym z Mazowsza do Grodna. W wiekach XVII i XVIII rozwinięty handel zbożem i bydłem oraz końmi. Na rozwój miasta wpłynęli Tatarzy zajmujący się wyprawianiem skór i Żydzi zajmujący się handlem i rzemiosłem. W 1777 Suchowola otrzymała prawa miejskie, odebrane w 1950. 1 stycznia 1997 ponownie nadano jej status miasta.
W 1775 kartograf i astronom królewski Szymon Sobierajski określił Suchowolę jako miejsce, gdzie krzyżują się linie łączące najdalsze punkty Europy. Od tej pory Suchowola uważana jest za geometryczny środek Europy. W parku ustawiono głaz oraz tablicę symbolizującą ten fakt.
Jesienią 1941 Niemcy utworzyli w Suchowoli getto dla ludności żydowskiej. Oprócz miejscowych Żydów trafiło tam również ok. 2600 Żydów z Dąbrowy Białostockiej, Janowa, Jasionówki, Korycina, Lipska, Nowego Dworu i Sidry. Ogółem przez getto przeszło ok. 5 tys. osób. 2 listopada 1942 zostało ono zlikwidowane, a jego mieszkańców wywieziono do obozu przejściowego w Kiełbasinie pod Grodnem. Zginęli w obozie zagłady w Treblince.
W miejscowości działa (założona w 1959 roku) Młodzieżowa Orkiestra Dęta Zespołu Szkół w Suchowoli, laureat wielu krajowych i zagranicznych nagród i wyróżnień.

## Zabytki i atrakcje turystyczne

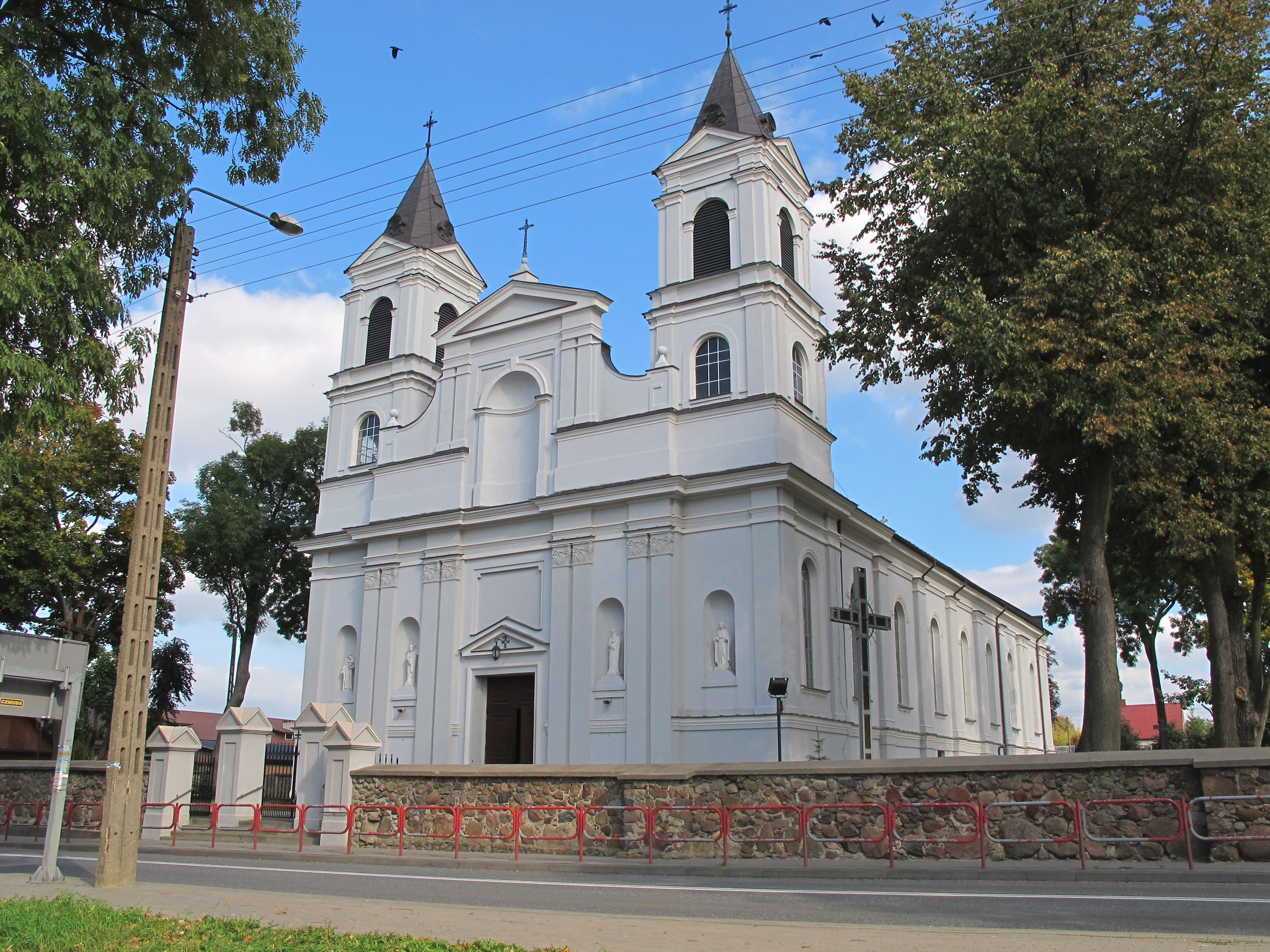
Kościół Świętych Apostołów Piotra i Pawła

- klasycystyczny kościół parafialny pw. św. Piotra i Pawła,1884-1885 (wcześniej w tym miejscu stał ufundowany przez Zygmunta Augusta kościół drewniany o tej samej nazwie), nr rej.: 779 z 30.12.1993
- drewniany wiatrak holender, pocz. XX w., nr rej.: 223 z 24.10.1996[10].
- szereg budynków z przeł. XIX/XX w.
- głaz i tablica informująca o nadaniu miana środka Europy
- stalowy Łuk papieski o ażurowej konstrukcji – element ołtarza polowego na lotnisku Krywlany w Białymstoku w czasie wizyty papieża Jana Pawła II w 1991 r.
- zabytkowy dom parafialny z XIX w.

## Demografia
Miasto w 2012 roku miało 2259 mieszkańców.

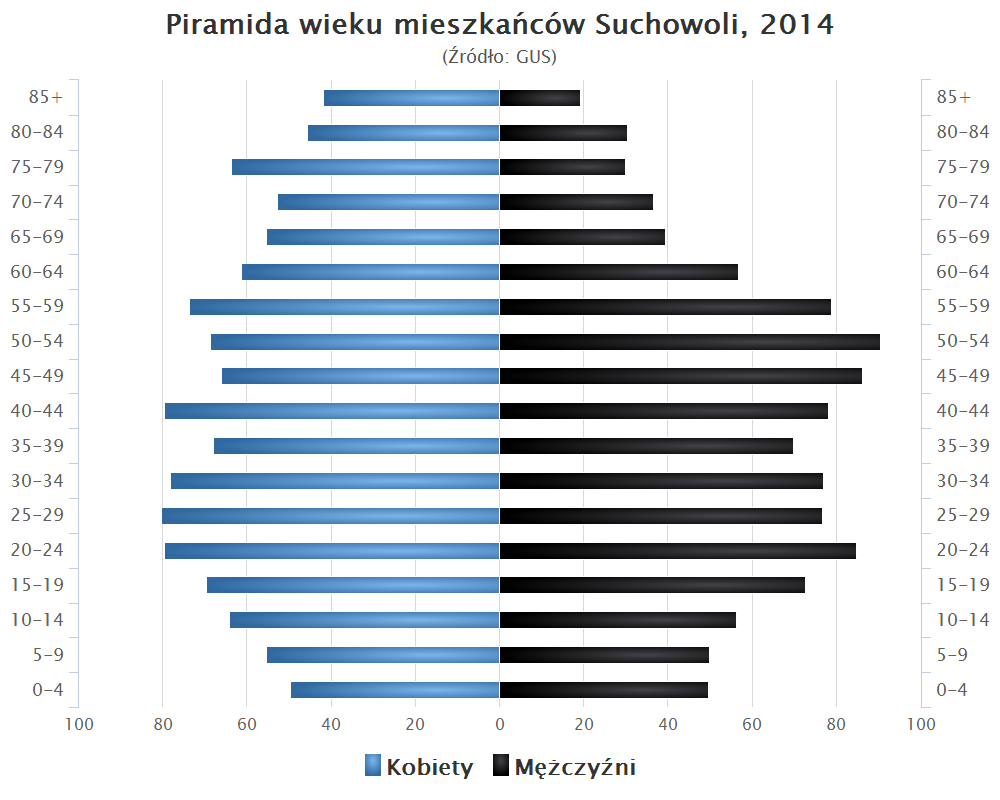
Piramida wieku mieszkańców Suchowoli w 2014 roku

## Transport
Przez miejscowość przechodzą drogi:
- droga międzynarodowa E67 Helsinki – Kowno – Warszawa – Praga,
- droga krajowa nr 8 Kudowa-Zdrój – Wrocław – Warszawa – Białystok – Suwałki – Budzisko

## Galeria

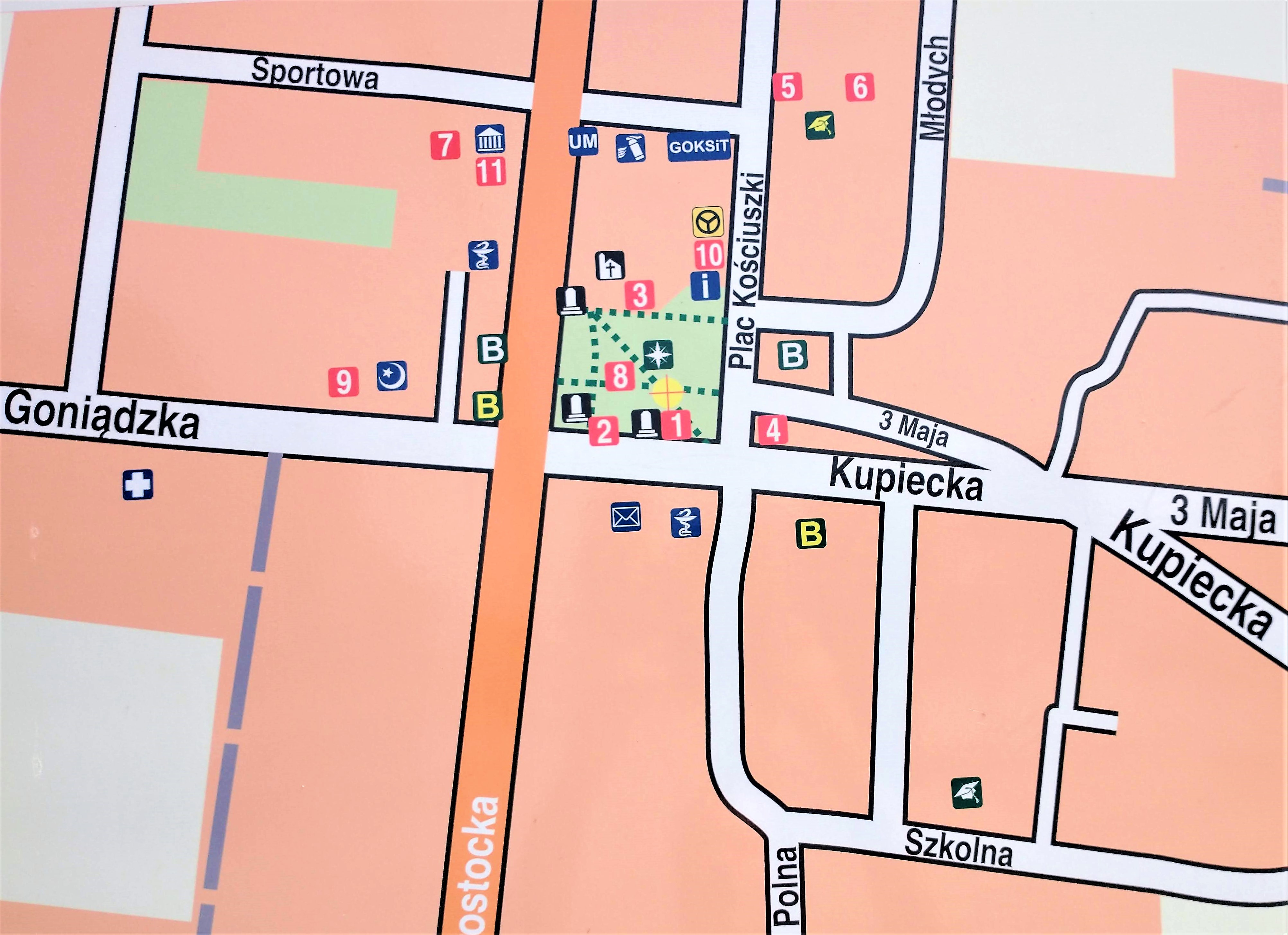
Plan miasta
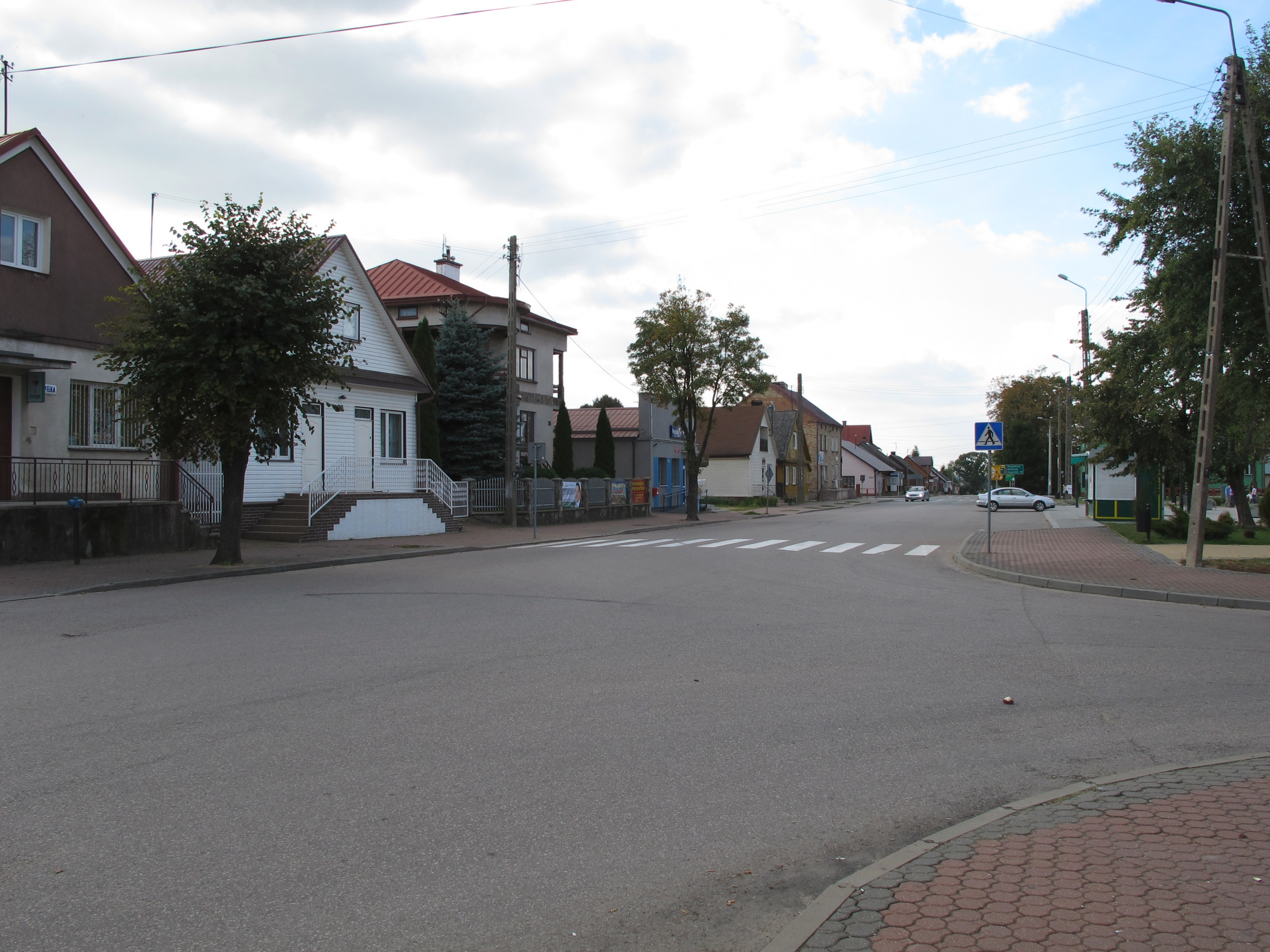
Pl. Kościuszki w Suchowoli
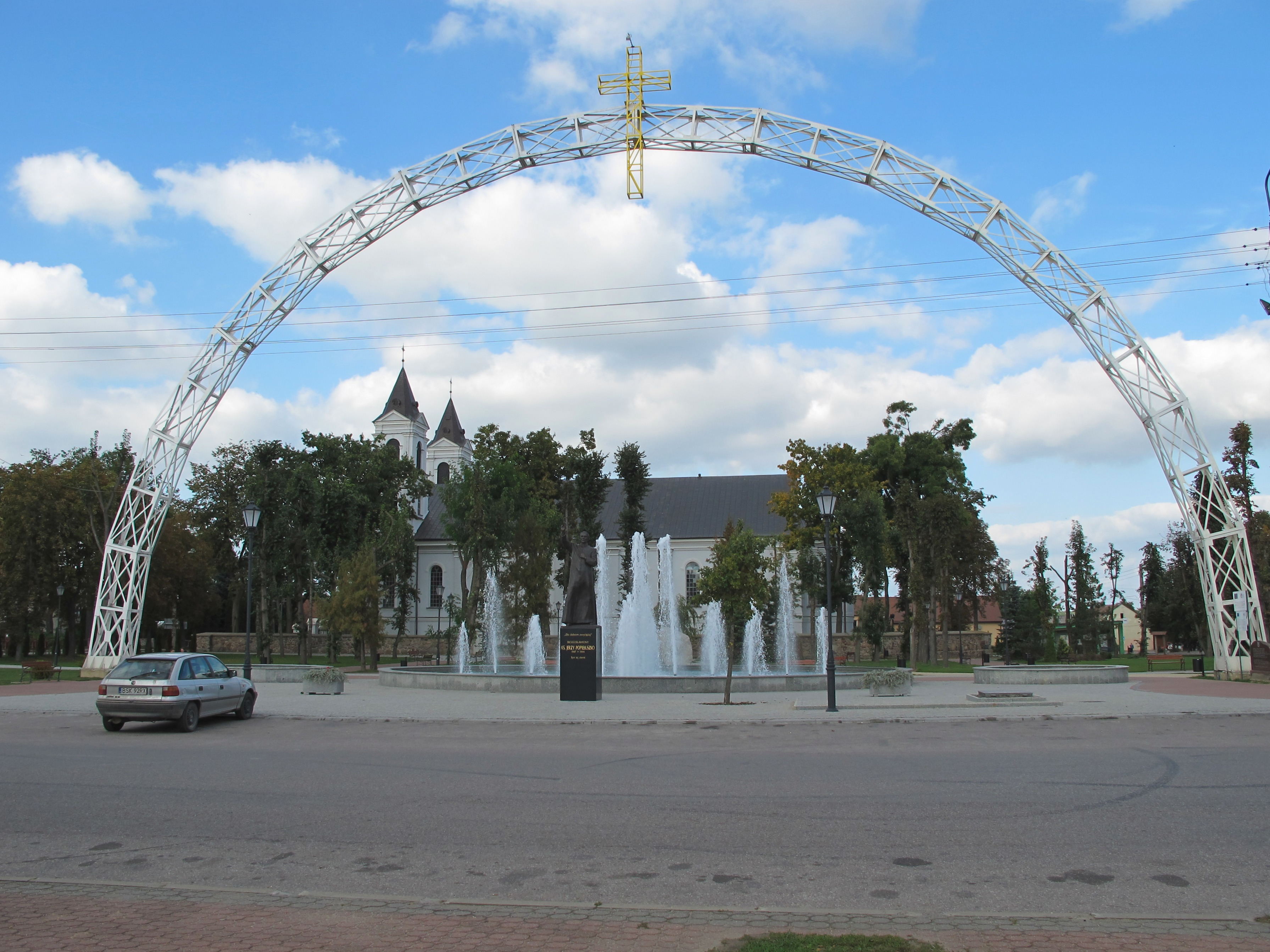
Łuk papieski
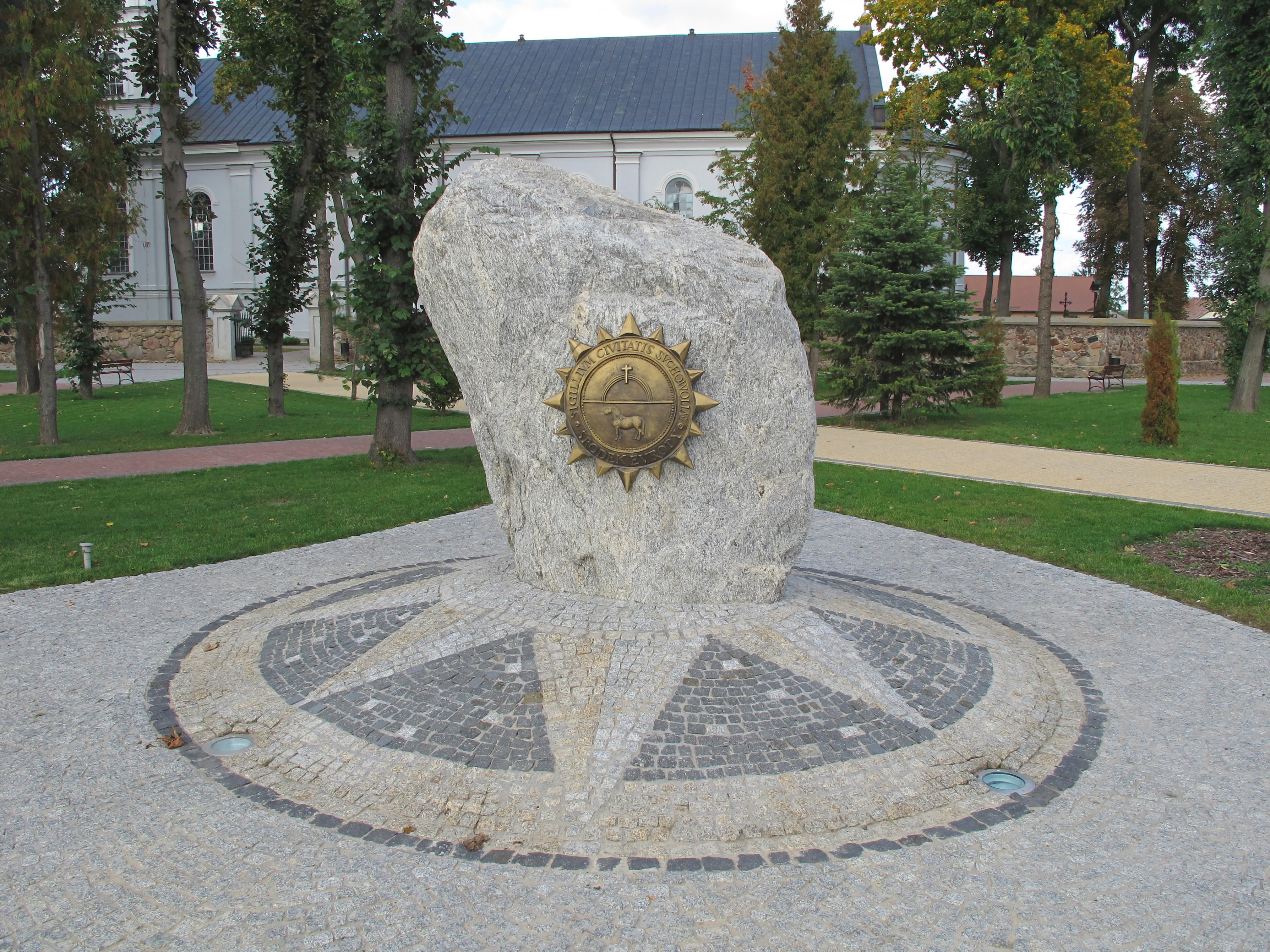
Głaz z napisem „Środek Europy”
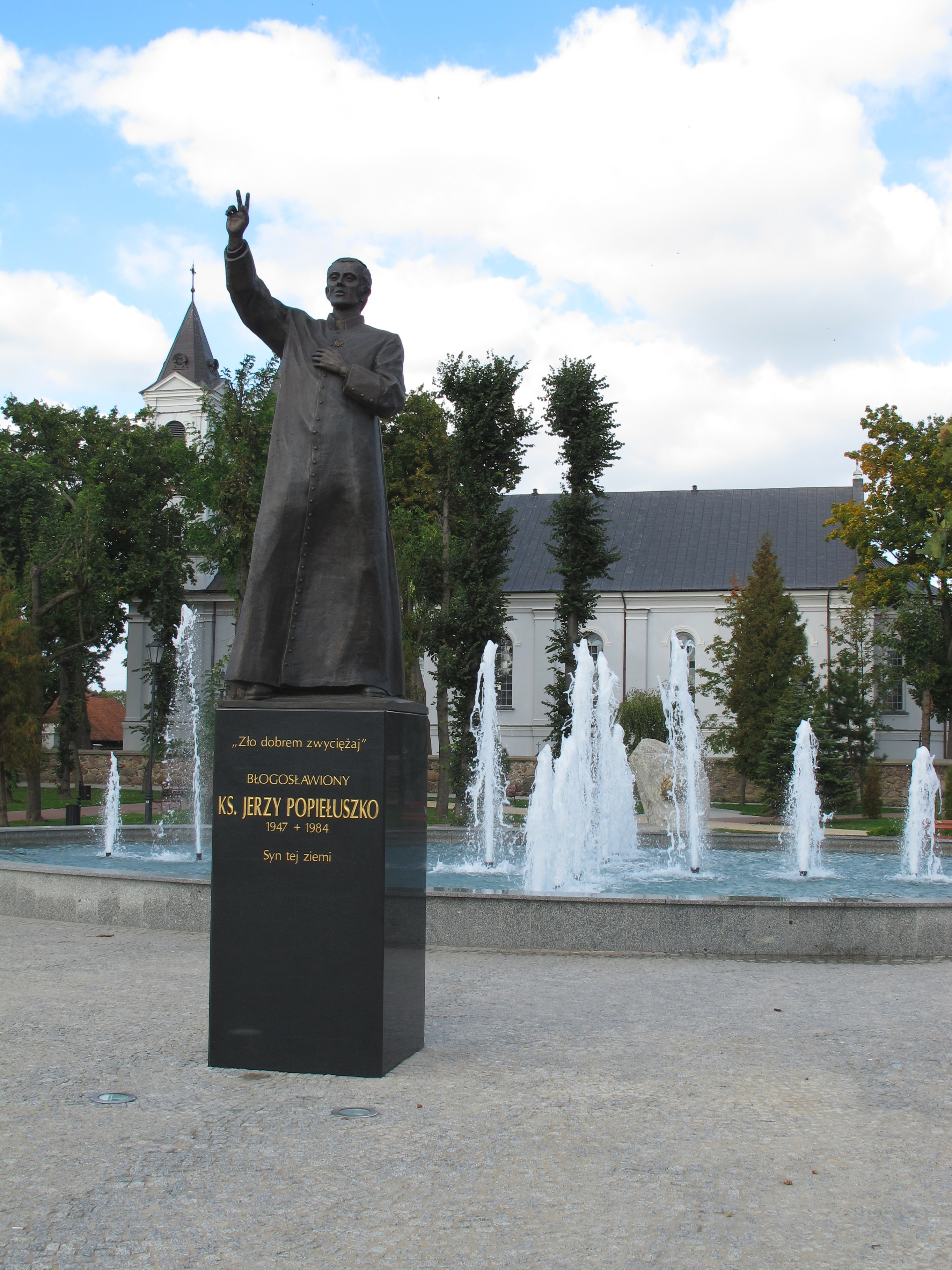
Pomnik Jerzego Popiełuszki w parku miejskim im. Ks. Jerzego Popiełuszki
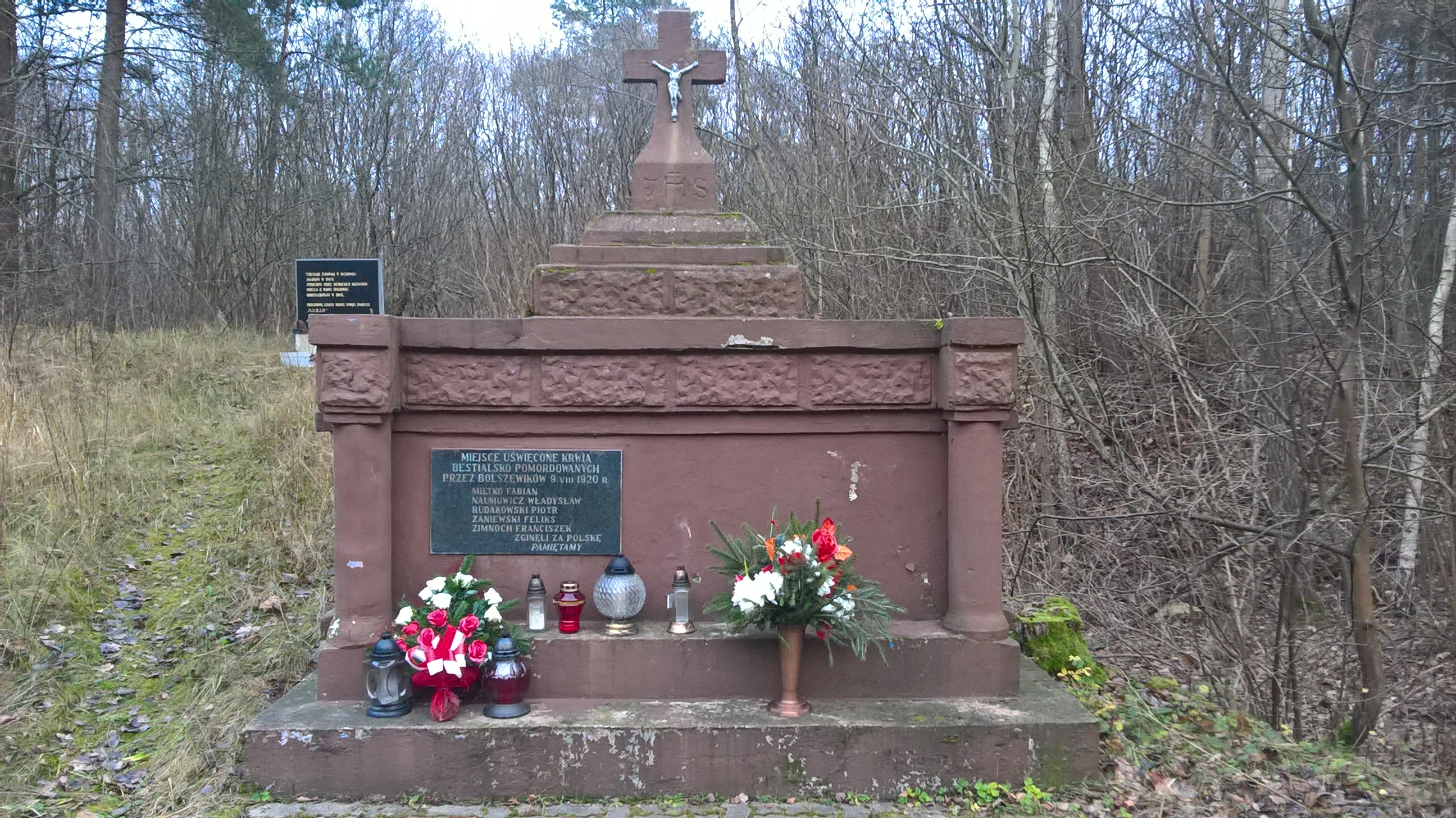
Pomnik ku czci zamordowanych w 1920 roku na cmentarzu żydowskim